# Точниг, Георг
Георг Точниг (нем. Georg Totschnig; род. 25 мая 1971, Кальтенбах, Тироль) — австрийский шоссейный велогонщик, выступавший на профессиональном уровне в 1993—2006 годах. Многократный чемпион Австрии в шоссейных дисциплинах, двукратный победитель «Тура Австрии», участник многих крупнейших гонок своего времени, в том числе супермногодневок «Джиро д’Италия», «Тур де Франс» и «Вуэльта Испании». Представитель Австрии на трёх летних Олимпийских играх.

## Биография
Георг Точниг родился 25 мая 1971 года в коммуне Кальтенбах-им-Циллерталь, Австрия.
Впервые заявил о себе в шоссейном велоспорте в 1989 году, став чемпионом Австрии среди юниоров в групповой гонке и индивидуальной гонке с раздельным стартом.
Благодаря череде удачных выступлений в 1992 году вошёл в основной состав австрийской национальной сборной и удостоился права защищать честь страны на летних Олимпийских играх в Барселоне — в мужской групповой гонке занял здесь 56-е место.
В 1993 году после победы на любительском «Туре Австрии» дебютировал на профессиональном уровне, подписав контракт с итальянской командой Lampre-Polti. В её составе принял участие в таких гонках как «Джиро дель Эмилия» и «Кубок Плаччи».
В 1994 году впервые проехал гонку «Джиро д’Италия», стал тринадцатым в генеральной классификации и четвёртым среди молодых гонщиков.
В 1995 году показал девятый результат в общем зачёте «Джиро д’Италия», дебютировал на «Тур де Франс», где занял 37-е место в генеральной классификации и был пятым в молодёжной классификации.
На чемпионате Австрии 1996 года одержал победу в индивидуальной гонке с раздельным стартом, тогда как в групповой гонке стал бронзовым призёром. В этом сезоне отметился выступлением на «Вуэльте Испании», где финишировал на шестой позиции, в то время как на «Джиро» сошёл с дистанции в ходе одного из этапов и не показал никакого результата. Представлял Австрию на Олимпийских играх в Атланте — занял в групповой гонке 62-е место.
В 1997 году перешёл в немецкую команду Telekom. Выиграл австрийское национальное первенство в обеих шоссейных дисциплинах, был вторым на «Гран-при дю Миди-Либр», выиграл один из этапов «Вуэльты Кастилии и Леона», занял 34-е место в генеральной классификации «Тур де Франс».
В 1998 году стал вторым на «Вуэльте Каталонии», полностью проехал «Тур де Франс» и «Вуэльту Испании».
В 1999 году показал второй результат на «Туре Австрии», пятый результат на «Вуэльте Каталонии», закрыл двадцатку сильнейших на «Тур де Франс».
В 2000 году добавил в послужной список ещё одну победу на «Туре Австрии».
На чемпионате Австрии 2001 года победил в индивидуальной гонке на время. Начиная с этого времени представлял другую немецкую команду Gerolsteiner.
В 2002 году снова выиграл чемпионат Австрии в разделке, был пятым на «Туре Швейцарии» и седьмым на «Джиро д’Италия».
В 2003 году стал чемпионом Австрии в групповой гонке, стал двенадцатым на «Тур де Франс» и пятым на «Джиро д’Италия».
На чемпионате Австрии 2004 года взял бронзу в групповой гонке и в очередной раз завоевал золото в индивидуальной гонке с раздельным стартом. Добавил в послужной список победу на одном из этапов «Тура Швейцарии», став в генеральной классификации четвёртым, финишировал седьмым на «Тур де Франс» и на «Классике Сан-Себастьяна». Находясь в числе лидеров австрийской национальной сборной, благополучно прошёл отбор на Олимпийские игры в Афинах, где занял в групповой гонке 22-е место.
В 2005 году одержал победу на четырнадцатом этапе «Тур де Франс», став вторым в истории австрийским велогонщиком, кому удалось это сделать (после Макса Булла, выигравшего этап в 1931 году). В итоговой генеральной классификации на сей раз занял 26-е место. Среди прочих значимых результатов — третья позиция на «Туре Германии». По итогам сезона Точниг был признан лучшим спортсменом Австрии.
Последний раз выступал как профессиональный велогонщик в сезоне 2006 года. В это время стал бронзовым призёром чемпионата Австрии в групповой гонке, в восьмой раз принял участие в супермногодневке «Тур де Франс» — преодолел все этапы и занял в генеральной классификации 46-е место. Вскоре по окончании этого сезона принял решение завершить спортивную карьеру.
В 2013—2014 годах занимал должность спортивного директора в австрийской континентальной команде Tirol.
Его младший брат Харальд Точниг тоже выступал в шоссейном велоспорте на профессиональном уровне.